# 马德莱娜·吉斯克
马德莱娜·吉斯克（挪威語：Madeleine Giske，1987年9月14日—），挪威女子足球运动员。她曾代表挪威国家队参加2007年和2011年国际足联女子世界杯，其中2007年世界杯获得第四名。